# Nicolas Schindelholz
Nicolas Schindelholz (sinh ngày 12 tháng 2 năm 1988 Thụy Sĩ - mất ngày 18 tháng 9 năm 2022) là một cầu thủ bóng đá người Thụy Sĩ hiện tại thi đấu ở vị trí hậu vệ cho FC Thun tại Giải bóng đá vô địch quốc gia Thụy Sĩ.
Anh qua đời vì ung thư phổi vào ngày 18 tháng 9 năm 2022, hưởng dương 34 tuổi.

## Danh hiệu
Basel
- Vô địch Thụy Sĩ cấp độ U-18: 2005/06[2]
- Vô địch Cúp Thụy Sĩ cấp độ U-19/U-18: 2005/06[2]